# Olympische Sommerspiele 1912/Tennis
Bei den Olympischen Sommerspielen 1912, offiziell Spiele der V. Olympiade genannt, in der schwedischen Hauptstadt Stockholm wurden acht Wettbewerbe im Tennis ausgetragen. Die Hälfte der Wettbewerbe wurde vom 5. bis 12. Mai in der Halle auf Holz gespielt, die andere Hälfte fand vom 28. Juni bis 5. Juli draußen auf Sandplatz statt. Zunächst war nur der Wettkampf in der Halle vorgesehen. Nach der Fertigstellung der Östermalm Athletic Grounds Ende 1911 wurden die Pläne kurzfristig geändert.
Insgesamt sechs Länder schickten Repräsentanten zur Hallenkonkurrenz. Neben Schweden, Großbritannien, Dänemark, Frankreich und Böhmen, nahm für Australasien als einzige Teilnehmer der amtierende Wimbledon-Sieger Anthony Wilding teil.
Bei der Freiplatzveranstaltung nahmen 70 Spieler aus 12 Nationen teil. Darunter war jedoch kein Brite – die erfolgreichste Tennisnation zu der Zeit – da das Turnier in Wimbledon zeitgleich stattfand. Den Anstrengungen der britischen Verantwortlichen, den Zeitraum zu ändern, wurde nicht stattgegeben. Ebenso wie Teilnehmer aus Großbritannien nahmen auch andere Topspieler wie Wilding, André Gobert und Arthur Gore lieber an Wimbledon teil.

## Bilanz

### Medaillenspiegel
| Platz  | Land                  | Gold | Silber | Bronze | Gesamt |
| ------ | --------------------- | ---- | ------ | ------ | ------ |
| 1      | Frankreich            | 3    | –      | 2      | 5      |
| 2      | Großbritannien        | 2    | 2      | 2      | 6      |
| 3      | Südafrikanische Union | 2    | 1      | –      | 3      |
| 4      | Deutsches Reich       | 1    | 1      | 1      | 3      |
| 5      | Schweden              | –    | 2      | 1      | 2      |
| 6      | Dänemark              | –    | 1      | –      | 1      |
| 6      | Österreich            | –    | 1      | –      | 1      |
| 8      | Australasien          | –    | –      | 1      | 1      |
| 8      | Norwegen              | –    | –      | 1      | 1      |
| Gesamt | Gesamt                | 8    | 8      | 8      | 24     |

### Medaillengewinner
| Disziplin    | Gold                                    | Silber                                        | Bronze                                        |
| ------------ | --------------------------------------- | --------------------------------------------- | --------------------------------------------- |
| Halle        |                                         |                                               |                                               |
| Herreneinzel | André Gobert (FRA)                      | Charles Dixon (GBR)                           | Anthony Wilding (ANZ)                         |
| Dameneinzel  | Edith Hannam (GBR)                      | Sofie Castenschiold (DNK)                     | Mabel Parton (GBR)                            |
| Herrendoppel | Maurice Germot / André Gobert (FRA)     | Carl Kempe / Gunnar Setterwall (SWE)          | Alfred Beamish / Charles Dixon (GBR)          |
| Mixeddoppel  | Edith Hannam / Charles Dixon (GBR)      | Helen Aitchison / Herbert Roper Barrett (GBR) | Sigrid Fick / Gunnar Setterwall (SWE)         |
| Freiplatz    |                                         |                                               |                                               |
| Herreneinzel | Charles Winslow (RSA)                   | Harold Kitson (RSA)                           | Oscar Kreuzer (GER)                           |
| Dameneinzel  | Marguerite Broquedis (FRA)              | Dora Köring (GER)                             | Molla Mallory (NOR)                           |
| Herrendoppel | Harold Kitson / Charles Winslow (RSA)   | Fritz Felix Pipes / Arthur Zborzil (AUT)      | Albert Canet / Édouard Mény de Marangue (FRA) |
| Mixeddoppel  | Dora Köring / Heinrich Schomburgk (GER) | Sigrid Fick / Gunnar Setterwall (SWE)         | Marguerite Broquedis / Albert Canet (FRA)     |

## Herren

### Halle

#### Einzel
| Platz | Land           | Spieler           |
| ----- | -------------- | ----------------- |
| 1     | Frankreich     | André Gobert      |
| 2     | Großbritannien | Charles Dixon     |
| 3     | Australasien   | Anthony Wilding   |
| 4     | Großbritannien | Gordon Lowe       |
| 5     | Großbritannien | George Caridia    |
| 5     | Großbritannien | Arthur Lowe       |
| 5     | Böhmen         | Gunnar Setterwall |
| 5     | Schweden       | Karel Robětín     |

Das Herreneinzel in der Halle verlief zunächst wie erwartet. Die Topspieler erreichten das Halbfinale. Im Halbfinale gewann der Franzose André Gobert noch knapp in fünf Sätzen gegen den Briten Gordon Lowe. Im Finale hatte er dann mit einem weiteren Briten Charles Dixon in drei Sätzen leichteres Spiel. Es nahmen an der Konkurrenz 25 Sportler aus sechs Nationen teil.

#### Doppel
| Platz | Land           | Spieler                           |
| ----- | -------------- | --------------------------------- |
| 1     | Frankreich     | Maurice Germot André Gobert       |
| 2     | Schweden       | Carl Kempe Gunnar Setterwall      |
| 3     | Großbritannien | Alfred Beamish Charles Dixon      |
| 4     | Großbritannien | Herbert Roper Barrett Arthur Gore |
| 5     | Schweden       | Curt Benckert Wollmar Boström     |
| 5     | Großbritannien | Arthur Lowe Gordon Lowe           |

Im Doppel gewann wie im Einzel schon der Franzose André Gobert, mit seinem Partner Maurice Germot. Nachdem sie im Viertelfinale gegen Arthur und Gordon Lowe aus Großbritannien noch einen 0:2-Satzrückstand aufholten, gewann sie das Halbfinale glatt. Im Finale gegen die Schweden Carl Kempe und Gunnar Setterwall gab es die Entscheidung nach vier Sätzen. Im zweiten Satz konnte eine Entscheidung erst im 26. Spiel getroffen werden. Im britischen Spiel um Platz 3 setzten sich Alfred Beamish und Charles Dixon durch. Es nahmen insgesamt 11 Teams aus vier Nationen teil.

### Rasen

#### Einzel
| Platz | Land                  | Spieler         |
| ----- | --------------------- | --------------- |
| 1     | Südafrikanische Union | Charles Winslow |
| 2     | Südafrikanische Union | Harold Kitson   |
| 3     | Deutsches Reich       | Oscar Kreuzer   |
| 4     | Böhmen                | Ladislav Žemla  |
| 5     | Deutsches Reich       | Luis Heyden     |
| 5     | Deutsches Reich       | Otto von Müller |
| 5     | Kaisertum Österreich  | Ludwig von Salm |
| 5     | Kaisertum Österreich  | Arthur Zborzil  |

Durch die vielen Absagen aufgrund der Terminüberschneidung mit Wimbledon nahmen weniger Spieler am Turnier teil, als erwartet. Dennoch erforderte die Anzahl von 67 Spielern es, die Spiele bereits einen Tag früher als geplant starten zu lassen. Als einzige Nation war das Deutsche Reich im Viertelfinale noch mit drei Athleten vertreten. Einzig Oscar Kreuzer zog ins Halbfinale ein und konnte nach der Niederlage dort letztlich die Bronzemedaille sichern. Das Finale wurde zwischen den Südafrikanern Harold Kitson und Charles Winslow bestritten, von denen letzterer in vier Sätzen die Oberhand behielt. Er gewann neben der Einzel- auch die Doppelmedaille in Gold.

#### Doppel
| Platz | Land                  | Spieler                                     |
| ----- | --------------------- | ------------------------------------------- |
| 1     | Südafrikanische Union | Charles Winslow Harold Kitson               |
| 2     | Kaisertum Österreich  | Fritz Felix Pipes Arthur Zborzil            |
| 3     | Frankreich            | Albert Canet Édouard Mény de Marangue       |
| 4     | Böhmen                | Ladislav Žemla Jaroslav Just                |
| 5     | Schweden              | Wollmar Boström Curt Benckert               |
| 5     | Deutsches Reich       | Robert Spies Luis Heyden                    |
| 5     | Schweden              | Charles Wennergren Carl-Olof Nylén          |
| 5     | Russland              | Michail Sumarokow-Elston Alexander Alenizyn |

Im Doppel traten etwas weniger Spieler als im Einzel an. 31 Teams aus 10 Ländern nahmen teil. Im Vorfeld des Turniers verlor die Doppelkonkurrenz an Bedeutung, da die beiden Top-Paarungen Otto Froitzheim und Oscar Kreuzer aus Deutschland sowie Gunnar Setterwall und Carl Kempe aus Schweden nicht teilnehmen konnten. Dies machte es den beiden Südafrikanern Charles Winslow und Harold Kitson leichter, sie mussten in keinem ihrer Matches über fünf Sätze gehen und gewannen die Goldmedaille. Im Finale siegten sie nach verlorenem ersten Satz gegen Fritz Felix Pipes und Arthur Zborzil aus Österreich. Die Bronzemedaille ging an Frankreich.

## Damen

### Halle

#### Einzel
| Platz | Land           | Spieler             |
| ----- | -------------- | ------------------- |
| 1     | Großbritannien | Edith Hannam        |
| 2     | Dänemark       | Sofie Castenschiold |
| 3     | Großbritannien | Mabel Parton        |
| 4     | Schweden       | Sigrid Fick         |
| 4     | Schweden       | Edith Arnheim       |
| 4     | Großbritannien | Helen Aitchison     |
| 4     | Schweden       | Annie Holmström     |

In der Hallenkonkurrenz der Damen nahmen nur 10 Spielerinnen aus vier Nationen teil. Die größte Überraschung zu Beginn war die frühe Niederlage von Helen Aitchison gegen Sofie Castenschiold, die es bis ins Finale schaffte und dort an der Favouritin Edith Hannam scheiterte.

### Rasen

#### Einzel
| Platz | Land            | Spieler                |
| ----- | --------------- | ---------------------- |
| 1     | Frankreich      | Marguerite Broquedis   |
| 2     | Deutsches Reich | Dora Köring            |
| 3     | Norwegen        | Molla Bjurstedt        |
| 4     | Schweden        | Edith Arnheim          |
| 5     | Schweden        | Margareta Cederschiöld |
| 5     | Schweden        | Annie Holmström        |

Auch im Draw der Damen fehlten mit Mieken Rieck und Gertrud Kaminski aus Deutschland die Favoriten. Dadurch, dass Marguerite Broquedis aus Frankreich und Dora Köring aus Deutschland in verschiedenen Hälften starteten, galt das Finale als so gut wie sicher. Dort unterlag die Deutsche schließlich Broquedis in drei engen Sätzen.

## Mixed

### Halle
| Platz | Land           | Spieler                               |
| ----- | -------------- | ------------------------------------- |
| 1     | Großbritannien | Edith Hannam Charles Dixon            |
| 2     | Großbritannien | Helen Aitchison Herbert Roper Barrett |
| 3     | Schweden       | Sigrid Fick Gunnar Setterwall         |
| 4     | Schweden       | Margareta Cederschiöld Carl Kempe     |
| 5     | Dänemark       | Sofie Castenschiold Erik Larsen       |
| 5     | Großbritannien | Mabel Parton Theodore Mavrogordato    |

In der aus 10 Paaren bestehenden Mixed-Konkurrenz wurde ein Sieg der Wimbledon-Sieger von 1911 Mabel Parton und Theodore Mavrogordato erwartet. Die unterlagen jedoch in ihrer Auftaktpartie Edith Hannam und Charles Dixon, die auch danach als wahrscheinlichste Titelanwärter galten und den Titel schließlich gewannen.

### Rasen
| Platz | Land            | Spieler                           |
| ----- | --------------- | --------------------------------- |
| 1     | Deutsches Reich | Dora Köring Heinrich Schomburgk   |
| 2     | Schweden        | Sigrid Fick Gunnar Setterwall     |
| 3     | Frankreich      | Marguerite Broquedis Albert Canet |
| 4     | Schweden        | Annie Holmström Torsten Grönfors  |

Das Mixed-Doppel auf Rasen stellte einen Rekord auf, was die Anzahl an Rückzugen angeht. Von den geplanten 13 Matches wurden gerade einmal 5 gespielt. Davon profitierten vor allem die Schweden Sigrid Fick und Gunnar Setterwall, die dank der Rückzuge von zwei deutschen Paarungen bis ins Finale vorrückten. Dort gewannen die Deutschen Dora Köring und Heinrich Schomburgk ohne Mühe. Platz 3 ging kampflos an Marguerite Broquedis und Albert Canet.